# قطعنامه ۲۴۹ شورای امنیت
قطعنامه ۲۴۹ شورای امنیت سازمان ملل متحد که در تاریخ ۱۸ آوریل ۱۹۶۸ تصویب شد، سندی بین‌المللی دربارهٔ پذیرش اعضای جدید سازمان ملل متحد: موریس است. این قطعنامه طی نشست ۱۴۱۴ام
با ۱۵ موافق،۰ مخالف و۰ ممتنع تصویب شد.